# Verba (raketomet)
Verba (ukrajinsky Верба, vrba) je ukrajinský salvový raketomet ráže 122 mm založený na modernizovaném raketometu BM-21 Grad na podvozku nákladního automobilu KrAZ-6322. Vznikl v roce 2015 v charkovské Morozovově strojírenské konstrukční kanceláři (ChMDB). Jeho odpalovací zařízení doznalo oproti BM-21 Grad řadu vylepšení v oblasti navigace, komunikace, nastavení a stabilizace odpalovací platformy. Pro automatizaci procesu přebíjení byl vyvinut také nabíjecí stroj.

## Historie
V prosinci 2015 představil Volodymyr Vakulenko, generální konstruktér ChMDB, raketomet Verba a uvedl, že dokončení systému bude trvat 7 měsíců a vyžádá si 16 milionů ₴. Oznámil také možnost vývoje varianty s pancéřovou kabinou z obrněného vozu „Raptor“.
Dne 21. února 2019 oznámila tisková služba státního koncernu Ukroboronprom zahájení sériové výroby „Verba“ ve státním podniku „Opravárenský závod Šepetivka“. Založení prvních útvarů vyzbrojených vozidly „Verba“ v ozbrojených silách Ukrajiny bylo plánováno ve stejném roce.
V listopadu 2019 plukovník Vladislav Šostak oznámil, že MLRS „Verba“ byla  Ukrajinou v roce 2019 přijata do výzbroje.
V září 2021 Ukroboronprom znovu oznámil přijetí MLRS „Verba“ pro ukrajinské pozemní síly.

## Popis
„Verba“ je vybavena dvojkabinou pro 5 osob a všechny systémy navádění, zaměřování a přebíjení jsou ovládány zevnitř.
Celková hmotnost vozidla je 20 tun. Dosahuje maximální rychlosti 85 km/h.
Ve srovnání s BM-21 Grad je zkrácena doba přebíjení: BM-21 Grad se po odpalu všech raket znovunabíjí jednu až dvě hodiny, v závislosti na výcviku posádky, zatímco u „Verby“ přebíjení celé sady 40 střel trvá 10 minut. 
Ve srovnání se standardním BM-21 doznala „Verba“ následujících změn:
- rychlost nabíjení se zvýšila 7krát;
- moderní navigační systémy zkrátily ve srovnání s „Gradem“ 4krát dobu zahájení palby na cíl v neznámé oblasti;
- přechod na podvozek z KrAZ umožnil nejen eliminovat použití ruských „Uralů“, ale také zvýšit terénní průchodnost vozu;
- nový vyrovnávací a stabilizační systém palebné platformy, díky kterému bylo možné výrazně zlepšit přesnost střelby;
- změněný komunikační systém, přenášející všechny informace digitálními kanály v šifrované podobě.

## Uživatelé
- Ukrajina: 38 jednotek ve službách ozbrojených sil od roku 2021.